# Cartucho (Goiatins)
Cartucho é um distrito do município brasileiro de Goiatins, no interior do estado do Tocantins. Segundo o censo demográfico de 2022, realizado pelo Instituto Brasileiro de Geografia e Estatística (IBGE), sua população era de 1 731 habitantes e havia 521 domicílios particulares permanentes ocupados. Foi criado pela lei municipal nº 2 de 9 de fevereiro de 1966.
De acordo com o IBGE, em 2010 a população era de 3 324 habitantes e havia 1 181 domicílios particulares.